# Alexandria (Louisiana)
Alexandria è una città degli Stati Uniti d'America, capoluogo della parrocchia civile di Rapides, nello Stato della Louisiana. È attraversata dal fiume Red River.